# Pseudotyrannochthonius dentifer
Pseudotyrannochthonius dentifer es una especie de arácnido del orden Pseudoscorpionida de la familia Chthoniidae.

## Distribución geográfica
Se encuentra en Corea.